# 12157 Кеннен
12157 Кеннен (12157 Können) — астероїд головного поясу, відкритий 29 вересня 1973 року.
Тіссеранів параметр щодо Юпітера — 3,504.